# 一宮御坂インターチェンジ
一宮御坂インターチェンジ（いちのみやみさかインターチェンジ）は、山梨県笛吹市にある中央自動車道のインターチェンジである。年間利用台数は300万台前後で推移している。
笛吹市の合併前の東八代郡一宮町と御坂町の町境付近（殆どは旧一宮町）に建設されたため、この名を持つ。笛吹市（南西部は甲府南ICが近い）の他、山梨市もこのインターチェンジが最寄りであり、接続する国道137号の新御坂トンネル経由で河口湖方面へのアクセスも可能である。

## 歴史
- 1982年（昭和57年）11月10日：勝沼IC - 甲府昭和IC間開通に伴い開設。
- 2012年（平成24年）12月2日朝に起きた笹子トンネル天井板落下事故発生の影響で下り線大月JCT - 勝沼IC間、上り線一宮御坂IC - 大月JCT間が通行止めに。
- 2012年（平成24年）12月29日午後1時(JST)より、笹子トンネル天井板落下事故発生の影響で、大月JCT - 勝沼IC間は下り線を対面通行にして仮復旧した。

## 道路
- E20 中央自動車道（13番）

## 接続する路線
- 国道137号（御坂みち）
  - 国道20号 勝沼バイパス
    - 国道140号
    - 国道411号

## 料金所
- ブース数：9

### 入口
- ブース数：3
  - ETC専用：2
  - 一般：1

### 出口
- ブース数：3
  - ETC専用：2
  - 一般：1

## 周辺
史跡・観光
- 石和温泉郷
- 山梨県立博物館
- 金川の森公園 公園内は内部にあるため周囲からは見つけにくい
- 甲斐国分寺跡

工業
- 桔梗屋本社･一宮工場
- 坪井工業団地

その他
- 笛吹市役所一宮支所（旧一宮町役場）
- 笛吹市役所御坂支所（旧御坂町役場）

## 隣
E20 中央自動車道
(12)勝沼IC - 釈迦堂PA - (13)一宮御坂IC - (13-1)笛吹八代スマートIC - 境川PA - (14)甲府南IC